# حاجی محمد زورلو
حاجی محمد زورلو (ترکی استانبولی: Hacı Mehmet Zorlu؛ ۱ ژانویه ۱۹۱۹ – ۷ مه ۲۰۰۵) کارآفرین اهل ترکیه بود که در سال ۱۹۵۳ شرکت زورلو هلدینگ را تأسیس کرد.. 